# 203 (numero)
Duecentotré (203) è il numero naturale dopo il 202 e prima del 204.

## Proprietà matematiche
- È un numero dispari.
- È un numero composto, con quattro divisori: 1, 7, 29 e 203. Poiché la somma dei suoi divisori (escluso il numero stesso) è 37 < 203, è un numero difettivo.
- È un numero semiprimo.
- È un numero omirpimes.
- È un numero felice.
- È il sesto numero di Bell: è il numero di possibili partizioni di un insieme con 6 elementi.
- È un numero odioso.
- Può essere espresso in due modi diversi come differenza di due quadrati: 203 = 18² - 11² = 102² - 101².
- È parte delle terne pitagoriche (140, 147, 203), (203, 396, 445), (203, 696, 725), (203, 2940, 2947), (203, 20604, 20605).
- È un numero palindromo nel sistema di numerazione posizionale a base 3 (21112), a base 6 (535) e in quello a base 8 (313).

## Astronomia
- 203P/Korlevic è una cometa periodica del sistema solare.

## Astronautica
- Cosmos 203 è un satellite artificiale russo.

## Altri ambiti
- L'additivo alimentare E203 è il conservante sorbato di calcio.
- 203 Pompeja è un grosso asteroide della fascia principale.